# Château de Behestan
Le Château de Behestan est un château de la ville de Province de Zandjan, en Iran, construit par les Sassanides.